# Criterium van Diksmuide
Het Criterium van Diksmuide was een wielercriterium in de Belgische stad Diksmuide. Deze wedstrijd werd jaarlijks gereden van 2005 tot 2009 in de straten van de stad en was een van de eerste koersen na de Ronde van Frankrijk.
Het Criterium van Roeselare is sinds 2010 de opvolger van het natourcriterium in Diksmuide. 